# 三角龍屬
三角龍屬，通稱三角龍、三觭龍，是鸟臀目角龙下目角龍科的一属，是種植食性恐龍，牠們有非常大的頭盾，以及三根角狀物，其中眼窝上的两根觭角非常之长，嘴巴有像鸚鵡一樣的喙。化石发现于約6800萬年前到6500萬年前白垩纪的晚馬斯垂克階地獄溪組，在美国发现的化石尤其多，在加拿大、墨西哥也有大量出土。三角龙也是最著名、最常出现的植食恐龙之一，也是美國恐龍的第二代表（第一位是暴龍），在通俗文化中非常受欢迎，和暴龍、甲龍、腫頭龍以及愛德蒙托龍生活在同一個地質年代。
三角龍大小在所有植食恐龍中算是中等，但卻是最大級別的“角龍類”，四足，全長大約有7到10公尺，臀部高度為2.5到3公尺，重達6到12噸，比同長度的恐龍壯碩許多。三角龍属是所有恐龙最晚進化出來的恐龍种类之一，也是最後的角龙科恐龙，牠們佔据非鳥形恐龙在地球上的最後時期（晚期白垩纪）中的絕大部分陆地生态系。由於三角龍的化石數量非常之多，讓牠成為整個美國、北美洲以及晚白堊紀的代表性化石，即使不用科學儀器檢測，如果在新種恐龍化石之間發現了三角龍化石，就能迅速推導出這些恐龍化石都是產自于美國以及马斯特里赫特期。雖然三角龍與暴龍居住在同一地理環境，化石產地也和暴龍完美吻合，但不確定牠們之間是否有過電影與兒童讀物裡所描述的打鬥。

## 詞源
三角龙的属名為Triceratops，在希臘文的意思是“有三只角的脸”；tri/τρι-在希腊语的意思為「三」，ceras/κέρας意為「角」，而-ops/ωψ意為「面孔」。長久以來，關於牠們三根角以及頭盾的功能處於爭論中。傳統上，這些結構被認為是用來抵抗掠食動物的武器，但最近的理論認為這些結構可能用在求偶，以及展示支配地位，如同現代有角哺乳类（羊、鹿、牛等），或者有角昆虫（獨角仙等）的角狀物。

## 敘述

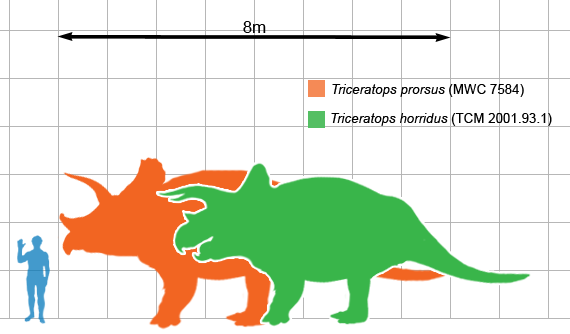
前突三角龍（橘）及皱褶三角龍（綠）與人類的體型比較

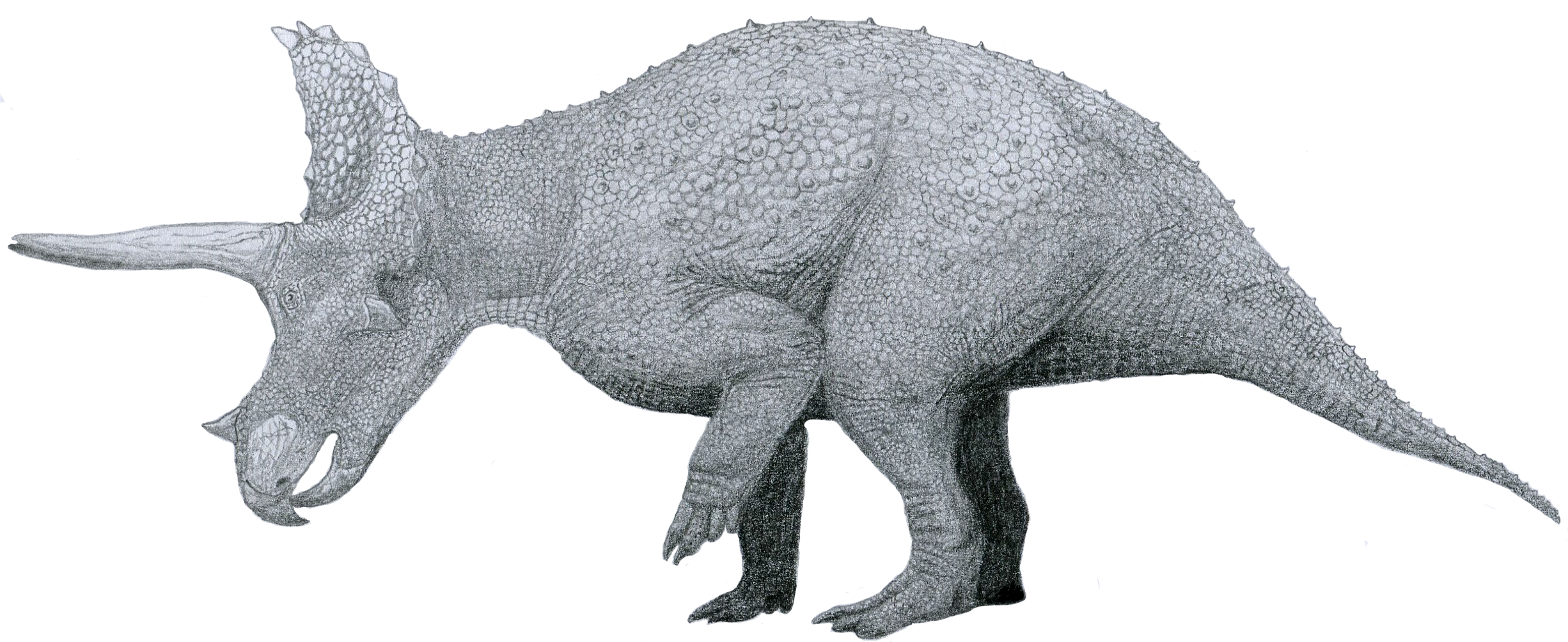
皱褶三角龍的想像圖

三角龍個體的身長被估計有7.9到9公尺長，高度為2.9到3公尺，體重估計約達6.1到12噸。三角龍最顯著的特徵是牠們的大型頭顱，是所有陸地動物中最大之一。牠們的頭盾可長至超過2.5公尺，可以達到整個動物身長的1/3。三角龍的口鼻部上方有一跟鼻角，以及一對位在眼睛上方的額角，額角可長達1公尺。頭顱後方則是相對短的骨質頭盾，某些個體的頭盾邊緣有多個頸盾緣骨突。大多數其他有角盾恐龍的頭盾上有大型洞孔，但三角龍的頭盾則是明顯地實心、沒有洞孔。
三角龍具有結實的體型、強壯的四肢、前腳掌有五個腳趾、後腳掌則有四個短蹄狀腳趾。雖然三角龍確定是四足動物，牠們的步態長久以來處於爭論中。三角龍的前肢起初被認為是從胸部往兩側伸展，以助於承擔頭部的重量。這種站立方式可見於查爾斯·耐特（Charles R. Knight）與魯道夫·札林格（Rudolph F. Zallinger）的早期繪畫中。然而，角龍類的足跡化石證據，以及近期的骨骸重建模型，顯示三角龍在正常行走時保持者直立姿勢，但肘部稍微彎曲，居於完全直立與完全伸展兩種說法的中間，類似現代犀牛。但這種結論無法排除三角龍抵抗或進食時會採伸展姿態。
與其他四足恐龍相比，例如裝甲類、許多蜥腳下目，三角龍的前肢、前腳掌仍保持相當原始的結構。當裝甲類、許多蜥腳類恐龍行走時，前腳掌的腳趾向前，掌心向後。當角龍類、以及採四足方式前進的鳥腳類恐龍行走時，前腳掌的腳趾是朝向前方與兩側撐開的。採取二足方式行走的獸腳類恐龍，也保有這項原始特徵，後肢的腳趾也是往前方與兩側撐開的。三角龍的前腳掌有五個腳趾，但只有前三趾協助支撐體重，第三、第四腳趾已退化，沒有短蹄狀腳趾。

## 化石

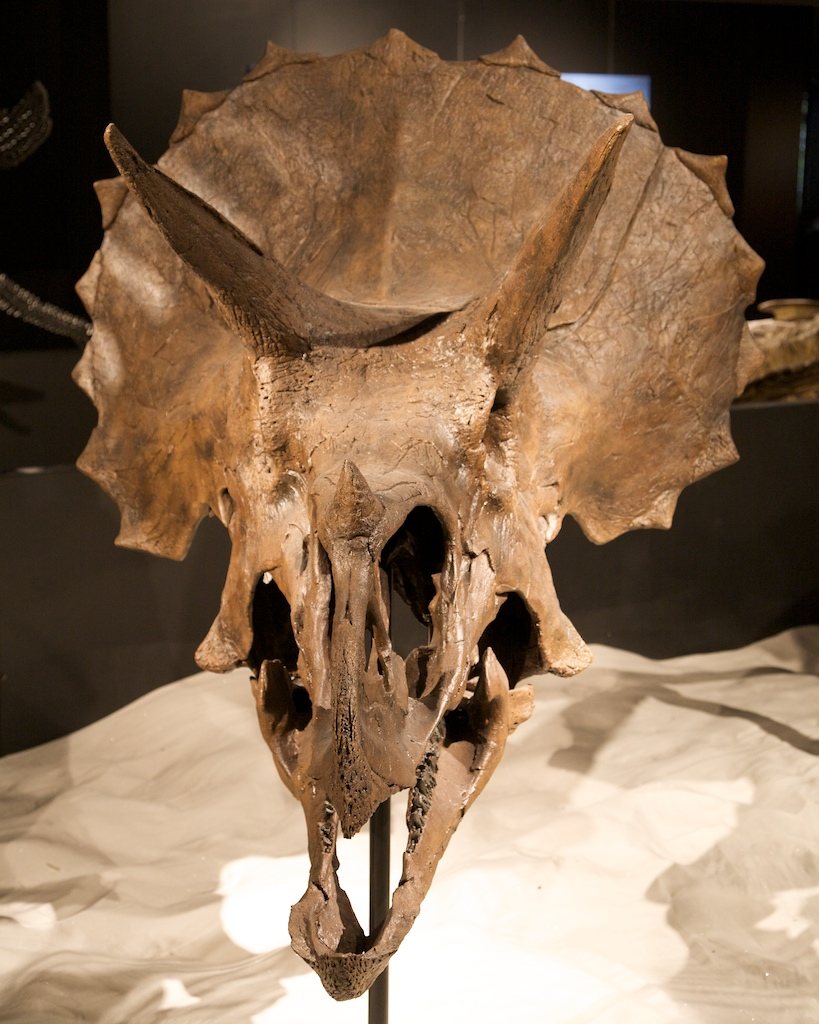
三角龍的巨大頭骨，頭盾邊緣有多個頸盾緣骨突

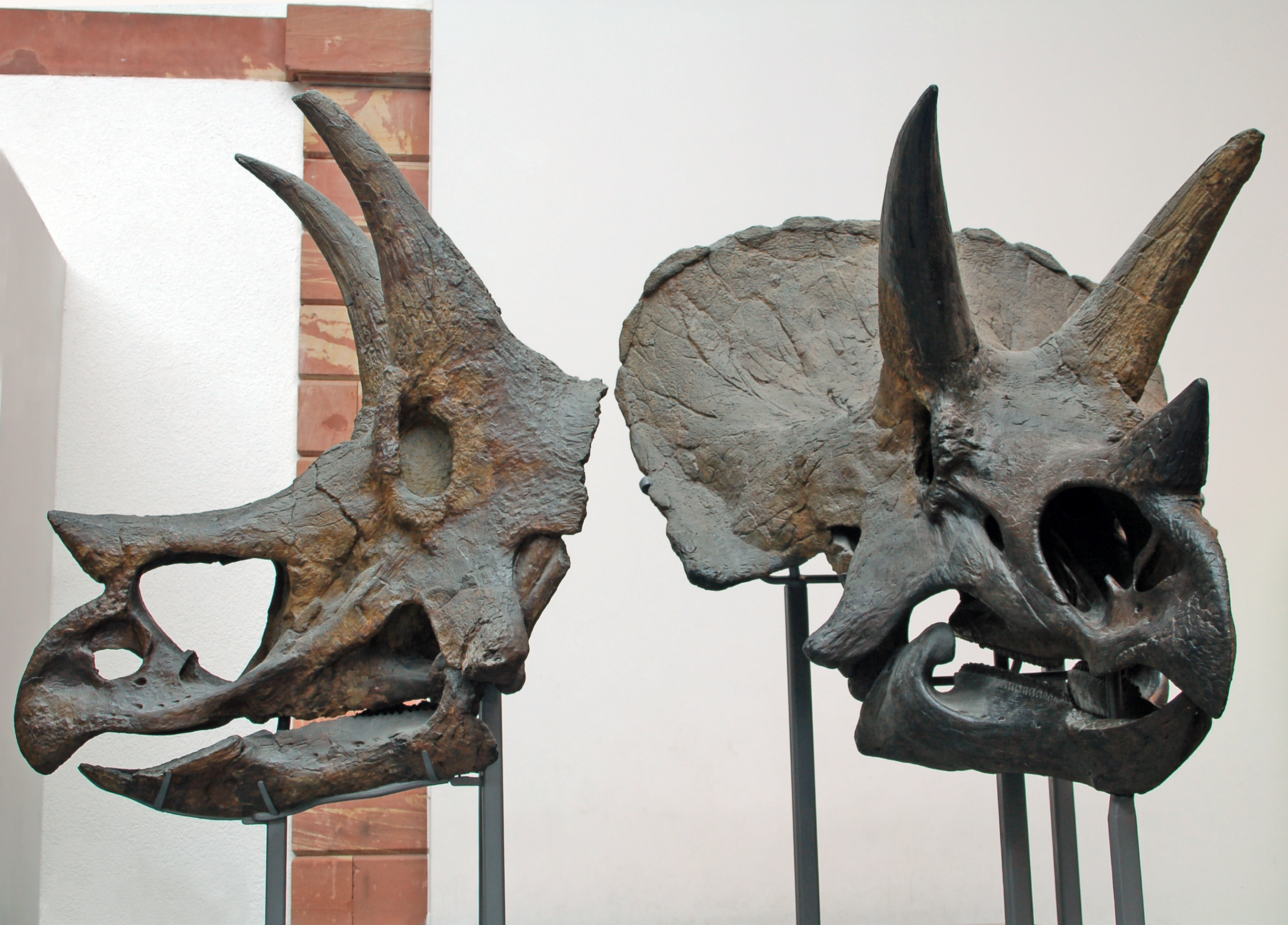
前突三角龙 (T. prorsus)的頭顱骨

自從1887年以來，在全班北美洲都已發現大量的三角龍化石，年齡層涵蓋剛孵化幼體到成年個體，近年在美国西部更發現一個完整化石標本。在21世紀的最初10年，已在加拿大地獄溪組發現47個完整或部分的三角龍頭顱骨。古生物學家們還不確定三角龍在角龍科的正確位置。目前已有兩個有效種：皱褶三角龍（T. horridus）、前突三角龙 (T. prorsus )，但還有其他種被命名。
在1872年命名的奇蹟龍，化石發現於蘭斯組，僅包含顱後身體骨骼化石，當時被歸類於鴨嘴龍類。有研究人員提出，奇蹟龍可能是三角龍的一個化石。近年的研究顯示，同屬於角龍科的牛角龍，可能是某種形態的三角龍成年個體，但目前還沒有定論。

## 分類
三角龍是角龍科中最著名的一屬，角龍科是群大型北美洲角龍類恐龍。多年以來，三角龍於角龍亞目中的位置處於爭論中。混淆來自於三角龍的短、實心頭盾類似尖角龍亞科，而長的額角類似角龍亞科（或稱開角龍亞科）。在第一個對於角龍科的整體研究中，理察·史旺·魯爾（Richard Swann Lull）提出出兩個支系，一個往三角龍發展的支系包括獨角龍、尖角龍，另一個支系包括角龍、牛角龍，這個假設使三角龍屬於尖角龍亞科。較晚的研究支持這個觀點，並將這個短頭盾支系正式命名為尖角龍亞科（包含三角龍），另一長頭盾支系為開角龍亞科。
在1949年，查爾斯·斯騰伯格（Charles Mortram Sternberg）首次對這假設提出質疑，他根據頭顱與角的特徵，而認為三角龍與無鼻角龍、開角龍關係較近，使得三角龍屬為開角龍亞科。然而，斯騰伯格的分類與約翰·奧斯特倫姆（John Ostrom）、大衛·諾曼（David Norman）將三角龍置於尖角龍亞科的做法不同。
後來的發現與研究支持了斯騰伯格的觀點。在1990年，T.M. Lehman為兩個亞科提出定義，並根據數個形態上的特徵，而將三角龍歸於開角龍亞科。事實上，除了短頭盾以外，三角龍相當符合角龍亞科的特徵。彼得·達德森（Peter Dodson）在1990年的親緣分支分類法研究
與1993年的形態學研究，支持三角龍歸類為角龍亞科的論點。
在2010年，傑克·霍納（John R. Horner）、約翰·斯堪那拉（John Scannella）研究加拿大地獄溪組的38個角龍類頭顱骨，提出三角龍、牛角龍是相同動物。過去被歸類於牛角龍的化石，其實是三角龍的成年個體；過去被歸類於三角龍的化石，其實是三角龍的幼年、亞成年個體。因此，三角龍的成年個體其實有較長的頭盾。根據他們的研究，在三角龍的生長過程中，頭盾會逐漸增長，最終演變成有洞孔的長頭盾（如同牛角龍的頭盾）。由於三角龍的命名時間較早，具有學術上的優先權。如果兩者是同一動物，牛角龍將是三角龍的異名。

### 種系發生學
在種系發生學的研究中，三角龍通常作為恐龍定義中的一個參考點；恐龍被定義為：三角龍與新鳥亞綱（現代鳥類）的最近共同祖先，以及其最近共同祖先的所有後代。而鳥臀目的定義為：恐龍之中，所有與三角龍有較近共同祖先，而與現代鳥類有較遠共同祖先之物種。

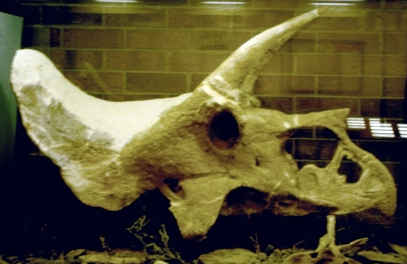
發現於科羅拉多州羅拉米組（Laramie Formation）的三角龍頭顱骨，可能是已知最古老的三角龍化石

### 演化起源
很多年來三角龍的起源非常不明確。在1922年新發現的原角龍，被亨利·費爾費爾德·奧斯本（Henry Fairfield Osborn）認為是三角龍的祖先。然而，近年來發現數種與三角龍祖先有關係的物種。發現於90年代晚期的祖尼角龍，是已知最早有額角的角龍類恐龍。而2005年發現的隱龍，是最早被發現的侏儸紀角龍類恐龍。
這些新發現非常重要，並描繪出角龍類恐龍的起源，牠們起源於侏儸紀的亞洲，而真正有角的角龍類恐龍出現在晚白堊紀之初的北美洲。三角龍越來越常被認為是角龍亞科的一個屬，三角龍的祖先可能外表類似開角龍，開角龍生存時間早於三角龍約500萬年。

## 發現與種

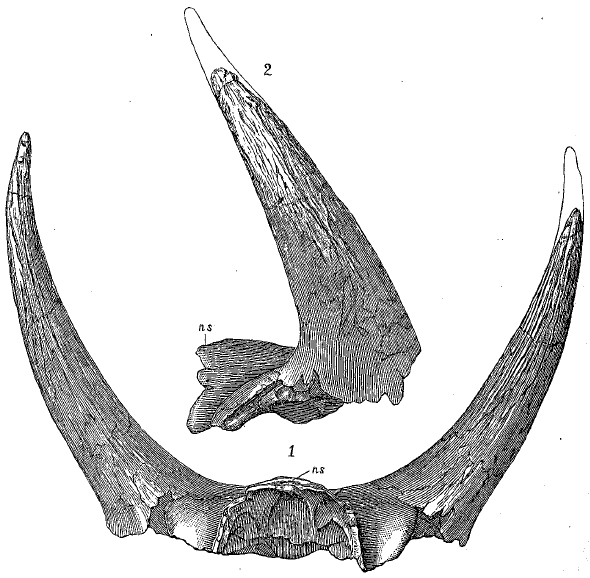
編號specimen YPM 1871E標本的素描圖，被命名為長角北美野牛（Bison alticornis），是最早的三角龍標本

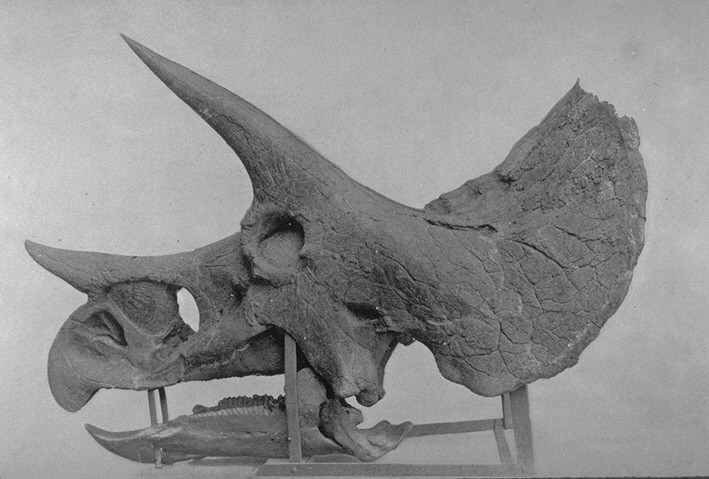
三角龍的頭骨，馬什在1896年公佈

第一個被命名為三角龍的標本，是在1887年發現於科羅拉多州丹佛市附近，由一個頭顱骨頂部，與附著在上面的一對額角所構成。這個標本被交給奧塞內爾·查利斯·馬什（Othniel Charles Marsh），他認為該化石的所處地層年代為上新世，而該化石屬於一種特別大的北美野牛，因此將牠們命名為長角北美野牛（Bison alticornis）。第二年，馬什根據一些破碎的化石，發現了有角恐龍的存在，因此建立了角龍屬；但他仍認為長角北美野牛是種上新世的哺乳類。直到第三個更完整的角龍類頭顱骨，才改變他的想法。這個由約翰·貝爾·海徹爾（John Bell Hatcher）在1888年於懷俄明州蘭斯組發現的標本，起初被馬什敘述成角龍屬的另外一個種，但馬什經過熟慮之後，他將這個標本命名為三角龍（Triceratops）；並將原本的長角北美野牛改歸類於角龍屬的一個種，最後也成為三角龍的一個標本。三角龍的堅硬頭顱骨使得許多頭顱骨被保存下來，允許科學家們研究不同種與個體間的變化。除了科羅拉多州與懷俄明州之外，隨後在美國的蒙大拿州與南達科他州、加拿大的亞伯達省與薩克其萬省也發現了三角龍的化石。

### 种

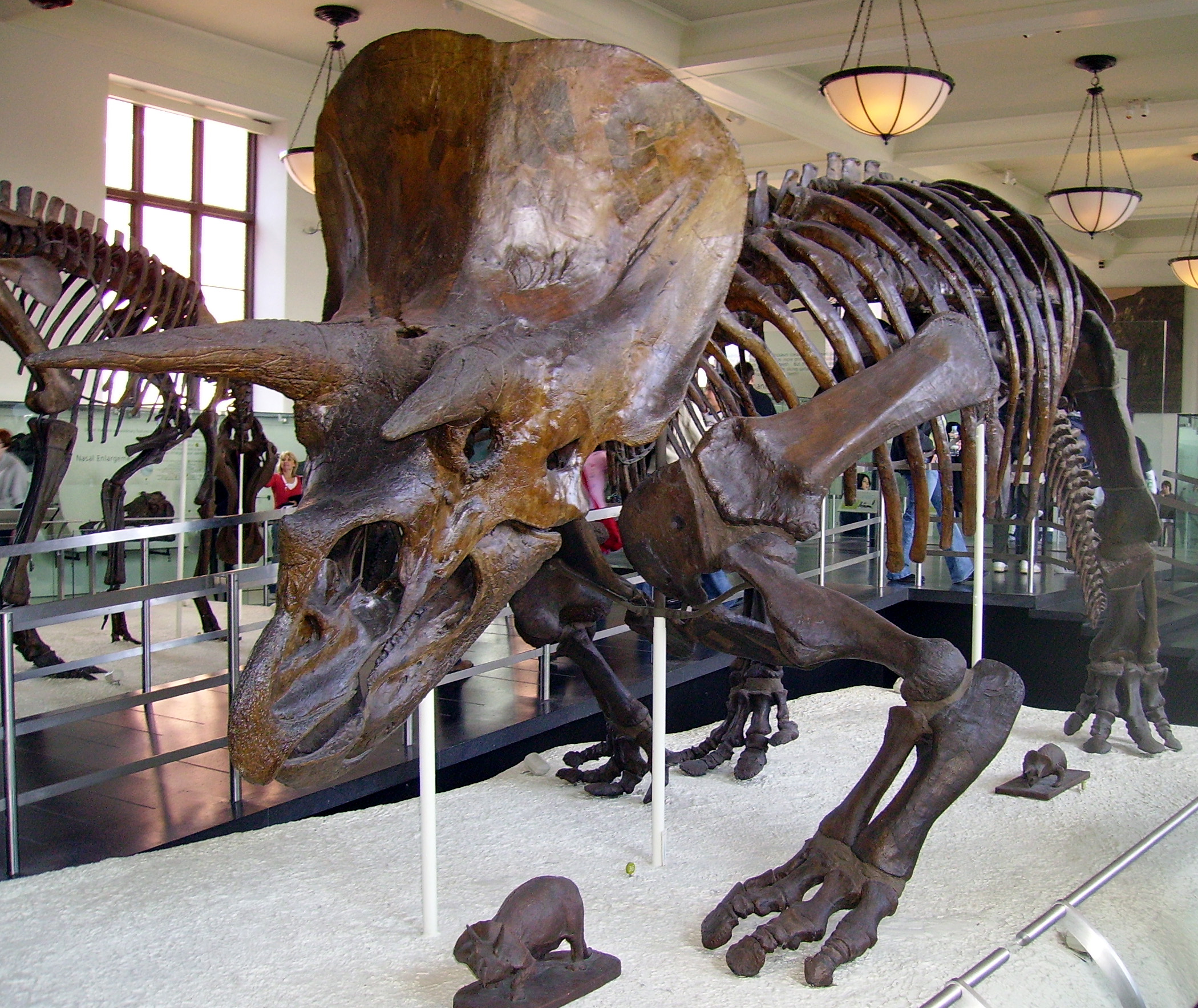
恐怖三角龍骨架，位於紐約美國自然歷史博物館

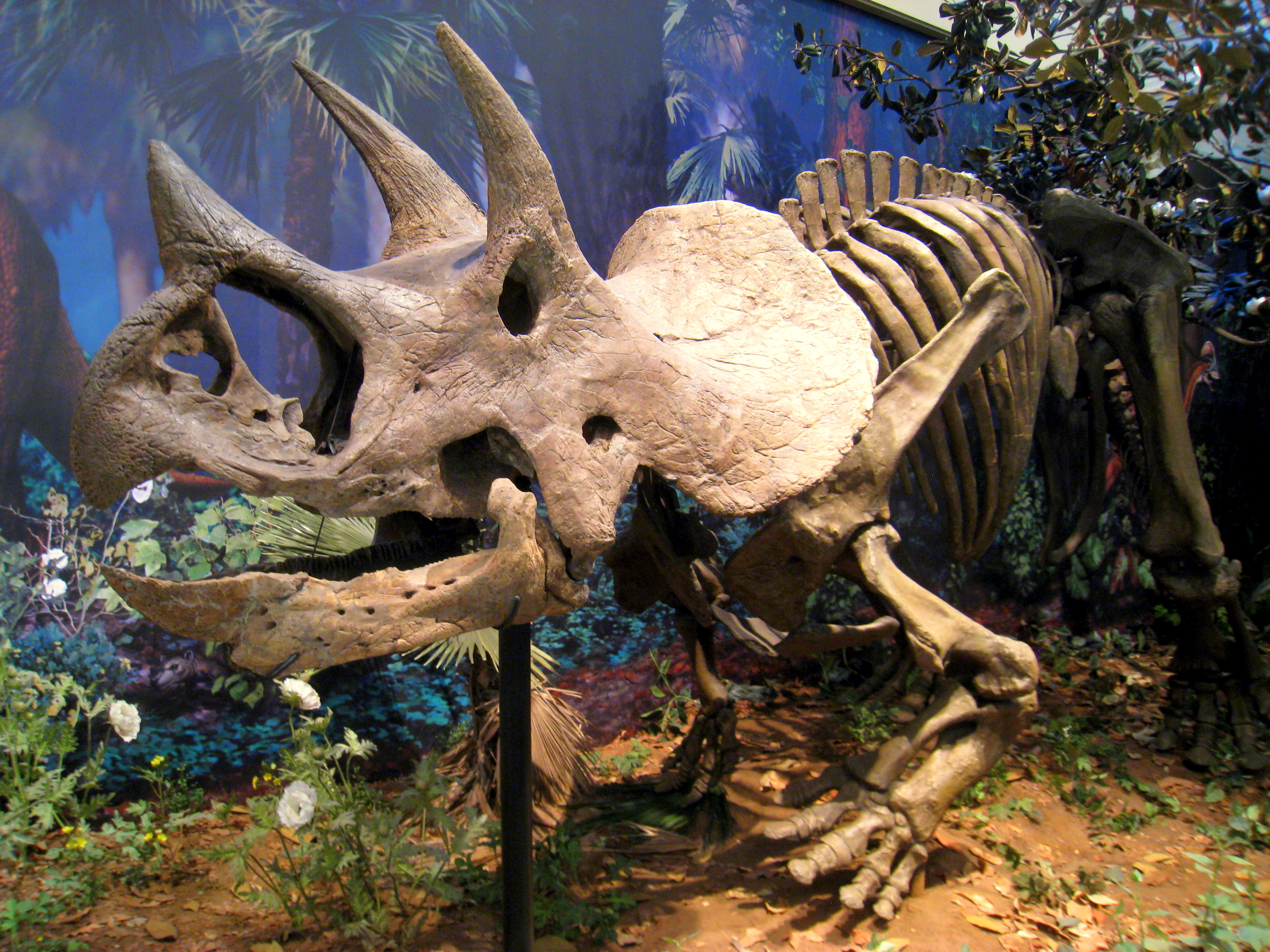
T. prorsus骨架模型，卡內基自然史博物館

在三角龍被命名後的前十年內，北美洲各地發現了不同的頭顱骨，這些頭顱骨與馬什最初命名的皱褶三角龍（T. horridus）頭顱骨有或多或少的差異；皱褶三角龍的種名horridus，在拉丁語中其實意為「凹凸不平的」，意指正模標本的凹凸不平表面，該標本後來被確認為老年個體。這些頭顱骨的差異可歸類出三種不同尺寸，這些差異來自於不同年齡與性別的差異，以及化石化過程中遭到不同程度或壓力方向而擠壓變形。這些不同頭顱骨被命名為個別的種（可見於以下列表），並形成數個系統發生學研究。
魯爾發現這些種可分為兩個群體，但他並沒有說明如何分辨牠們；其中一群由皱褶三角龍 (T. horridus )、前突三角龙 (T. prorsus )、短角三角龍（T. brevicornus）所構成，另一群由T. elatus、T. calicornis所構成，鋸齒三角龍（T. serratus）與扇形三角龍（T. flabellatus）則不屬於這兩個群體。在1933年，魯爾將之前他與海徹爾、馬什先後完成的角龍亞目專題論文重新出版，他維持原本的兩個群與兩個未定種的分類法，並增加了第三個支系，由鈍頭三角龍（T. obtusus）與海氏三角龍（T. hatcheri）所構成，特徵是非常小的鼻角。皱褶三角龍、前突三角龍、以及短角三角龍所構成的支系，此時被認為是最傳統的支系，頭顱骨較大，鼻角較小。而T. elatus、T. calicornis所構成的第二個支系，有大型額角與小型鼻角。查爾斯·斯騰伯格作了些調整，他將寬頭三角龍（T. eurycephalus）視為第二與第三個支系之間的連結，而與恐怖三角龍所屬支系的關係較遠。這個分類法持續用到80年代與90年代。

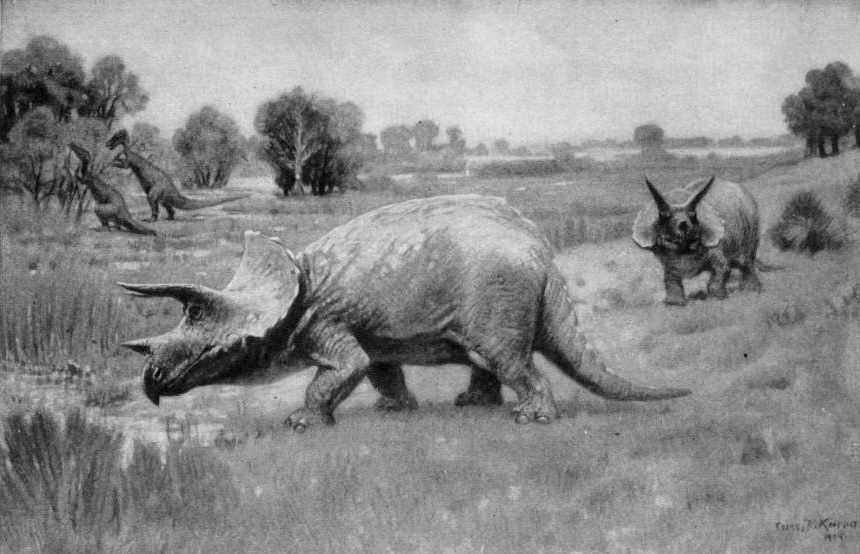
查爾斯·耐特的三角龍繪畫，製於1904年

不同角龍類的頭顱骨代表者單一種（或兩個種）之內的個體變化，這個論點在近年來逐漸普及。在1986年，奧斯特倫姆與彼得·沃爾赫費爾（Peter Wellnhofer）公佈一份研究，他們宣稱三角龍屬只有一個種，皱褶三角龍。其中一個理由是，在一個地區鍾通常只存在者單一或兩個大型動物群；例如現代非洲的非洲象與長頸鹿。Lehman在魯爾與斯騰伯格的支系研究中，加進兩性異形與年齡變化，他認為由皱褶三角龍、前突三角龙、短角三角龍所構成的第一個群體是雌性個體，而T. elatus、T. calicornis所構成的第二個群體是雄性個體，而鈍頭三角龍與海氏三角龍所構成的第三個群體是年老的雄性個體。他的理由是雄性個體的體型較高、頭角較直、頭顱骨較大，而雌性個體的頭顱骨較小、頭角較短。
數年後，凱薩琳·佛斯特（Catherine Forster）對奧斯特倫姆與沃爾赫費爾的研究提出質疑，佛斯特對三角龍的化石材料做了更廣泛的研究，並認為三角龍只有兩個種：皱褶三角龍 (T. horridus )、前突三角龙 (T. prorsus )；而海氏三角龍因擁有獨特頭顱骨，足以成立新的屬，目前已改為海氏雙角龍（Nedoceratops hatcheri）。她發現數個種其實屬於皱褶三角龍，而前突三角龙與短角三角龍是同一個種；因為有許多種被分類於第一個群體，佛斯特提出前兩個群體其實分別代表恐怖三角龍與前突三角龙。但在這個新分類法之下，這兩個種仍有可能是兩性異形的結果。
已确定种：
- 皱褶三角龍（T. horridus）：奥思尼尔·马什 1889（模式种）
- 前突三角龙 ( T. prorsus )：马什 1890

可疑种：
- 亞伯達三角龍（T. albertensis）：斯騰伯格 1949
- 長角三角龍（T. alticornis）：马什 1887
- 寬頭三角龍（T. eurycephalus）：施赖克耶尔 1935
- T. galeus：马什 1889
- 海氏三角龍（T. hatcheri）：魯尔 1907（= 海氏雙角龍）
- 碩大三角龍（T. ingens）：魯尔 1915
- 大三角龍（T. maximus）：布朗 1933
- T. sulcatus：马什 1890

错误歸類種：
- 短角三角龍（T. brevicornis）：海徹爾 1905（= T. prorsus）
- T. calicornus：马什 1898（= 恐怖三角龍）
- T. elatus：马什 1891（= 恐怖三角龍）
- 扇形三角龍（T. flabellatus）：马什 1889（= 恐怖三角龍）
- T. mortuarius：爱德华·科普 1874（= 大師龍，疑名）
- 鈍頭三角龍（T. obtusus）：马什 1898（= 恐怖三角龍）
- 鋸齒三角龍（T. serratus）：马什 1890（= 恐怖三角龍）
- 森林三角龍（T. sylvestris）：科普 1872（= 森林奇蹟龍，疑名）

### 牛角龍

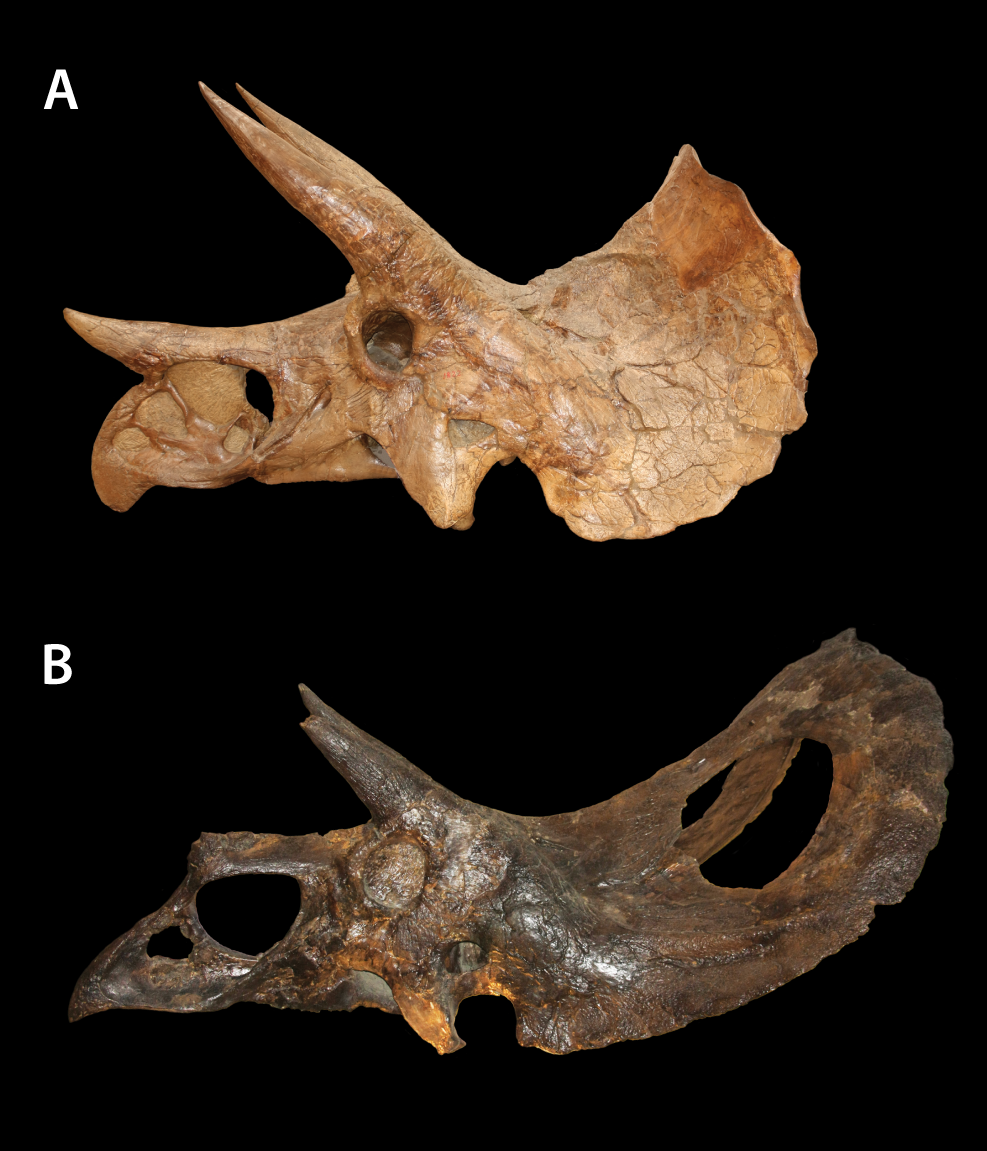
A.前突三角龙的正模標本（編號YPM 1822）、B.牛角龍正模標本（編號ANSP 15192）

牛角龍是角龍科恐龍的一屬，最初的化石是兩個部分頭顱骨，在1891年發現於懷俄明州東南部，並在同年被敘述、命名，晚於三角龍兩年。牛角龍的外形、體型類似三角龍，都發現於相近的地層、地理分佈重疊，因此近年有許多研究認為牛角龍、三角龍是相同的物種。兩者最大的差異是頭盾的長度，以及牛角龍的頭盾有兩個洞孔，而三角龍的頭盾沒有洞孔。近年有科學家研究蒙大拿州地獄溪層的恐龍化石的個體發生學，提出牛角龍可能不是獨立的屬，而是成年的三角龍，或是某種性別的三角龍。
在2009年，John Scannella在英國布里斯托的一場脊椎動物化石學會會議上，提出牛角龍不是獨立的屬，而是成年的三角龍，或是某種性別的三角龍。蒙大拿大學的傑克·霍納（Jack Horner）在一個公開演講中也提出牛角龍是三角龍其中一個性別的成年個體。霍納發現角龍類的顱骨具有化生性骨骼（metaplastic bone）的組織，這種組織會隨者年齡的增長，發生型態上的變化。他認為三角龍的額角會隨者年齡不同而變化，幼年時會向前彎曲，成年時會往後彎曲。他同時指出目前沒有牛角龍的幼年個體化石，而且三角龍的近成年個體化石中，有接近50%的頭盾上有兩個較薄部份，與牛角龍頭盾上的兩個洞相符。這個理論認為所有的成年三角龍擁有堅硬的頭盾，但在達到性成熟以前，其中一個性別或某群會發展出較長的頭盾，以供展示用。為了平衡延長頭盾的重量，必須在頭骨上發展出洞孔。這個理論可以解釋年輕牛角龍標本的缺乏，也解釋了與亞成年三角龍的頭盾中的厚部薄部位置的一致性，但這個理論當時沒有被廣泛地接受。隔年，兩人發表更詳細的研究，研究地獄溪層的29個三角龍、9個牛角龍的頭顱骨標本，提出生存於相同時代與環境的牛角龍、雙角龍、三角龍，都是同種動物。
在2011年，Andrew Farke提出反對意見，他認為雙角龍有足夠的差異，應為獨立屬；而三角龍/牛角龍年齡差異的假設中，生長途中增長的頸盾緣骨突、頭盾產生洞孔、頭盾延長等生長模式，其他角龍科恐龍在生長時並沒有發現這些生長模式。在2012年，尼克·朗里奇（Nick Longrich）等人研究牛角龍、三角龍的幾個標本，提出兩者不是相同動物。

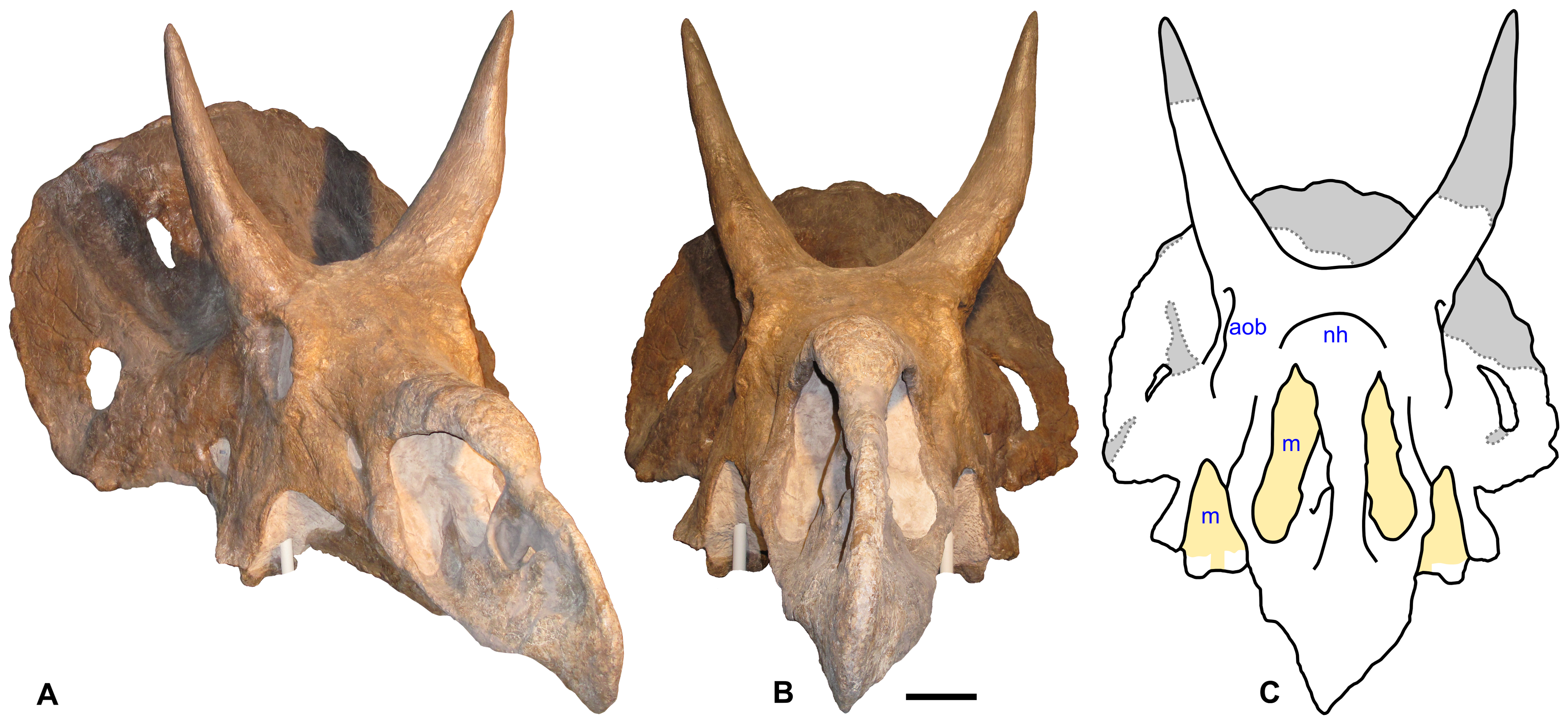
雙角龍的唯一頭顱骨，灰色部位是重建部位

### 雙角龍
在奧塞內爾·查利斯·馬什的角龍科專題論文中，進行了雙角龍的初步研究。但馬什在1899年逝世，無法完成這份角龍科專題論文。約翰·貝爾·海徹爾接手這個論文的三角龍部分，但他在1904年死於斑疹傷寒，也無法完成該論文。隔年，理察·史旺·魯爾將論文的部分完成並出版公佈，並將一個發現於懷俄明州的頭顱骨，命名為海氏雙角龍（Diceratops hatcheri），屬名意為「兩根角的面孔」。
這個研究的大部分完成於海徹爾，魯爾只是將研究完成並出版，他本身並不認為雙角龍有足夠的特徵可以成為獨立屬，而認為其差異主要來自於病理。在1933年，魯爾改變想法，將雙角龍歸類於三角龍的一個亞屬，並將鈍頭三角龍（T. obtusus）歸類於雙角龍，認為後兩者的差異在於年齡大小。
因為某種膜翅目昆蟲已優先使用「Diceratops」這個屬名，雙角龍必須重新命名。在2007年，Andrey Sergeyevich Ukrainsky注意到雙角龍的命名問題，於是將雙角龍的屬名改名為「Nedoceratops」，意為「不足夠的有角面孔」，意指牠們缺乏鼻角。但在2008年，奧克塔維奧·馬特烏斯（Octávio Mateus）在不知道這個重新命名的狀況下，也將雙角龍重新命名為「Diceratus」。由於Ukrainsky的改名時間較早，具有優先權，而Diceratops、Diceratus都成為次異名。
在傑克·霍納與約翰·斯堪那拉的近年研究中，除了提出牛角龍是三角龍的成年個體，也提出雙角龍是兩者之間的過渡階段。他們是根據頭顱骨的鱗狀骨、頸盾緣骨突的形狀，以及頭盾有初步的洞孔。雙角龍的唯一頭顱骨，其實是三角龍從短頭盾、無洞孔，演化至長頭盾、雙洞孔的某個年齡階段。他們並提出雙角龍缺乏鼻角，因在化石化過程中遺失了。在2011年，Andrew Farke對此提出反對意見，認為這個頭顱骨有一定年齡、有足夠差異，應該是獨立屬，海氏雙角龍（Nedoceratops hatcheri）。

### 白楊山角龍、野牛角龍
在2011年，古生物學家尼克·朗里奇（Nick Longrich）提出牛角龍、三角龍之間缺乏過渡形式的化石，因此難以證明兩者是相同動物。但是，朗里奇認為雙角龍、三角龍是相同動物。一個在早期歷史曾被建立為鋸齒三角龍（T. serratus）的頭顱骨，在近年被建立為新屬，白楊山角龍（Ojoceratops）。朗里奇認為這個頭顱骨也屬於皱褶三角龍。另一個近年被建立的新屬，野牛角龍（Tatankaceratops），朗里奇發現牠們同時具有三角龍的幼年、成年特徵，可能是三角龍的侏儒種，或者是生長期間發生個體變異，導致生長遲緩。

## 古生物學

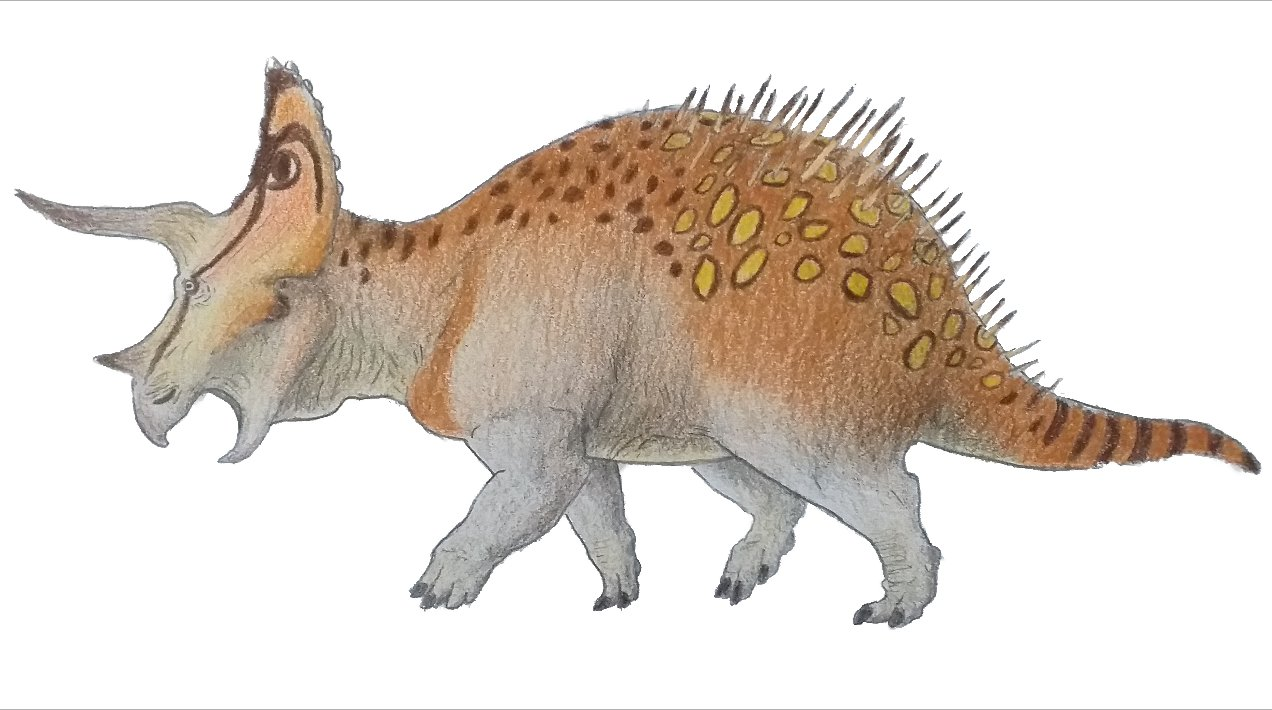
有鬃毛版的三角龍想像圖

雖然三角龍常被描述成群居動物，但目前很少直接證據顯示牠們為群居動物。有些角龍類恐龍的發現地點常有數十或數百個個體，但目前只有發現一個三角龍的屍骨層，該屍骨層位在蒙大拿州南部，只包含三個幼年個體。
在1966年，明尼蘇達科學博物館的古生物學家Bruce Erickson宣稱在蒙大拿州地獄溪組發現了200個前突三角龍 ( T. prorsus ) 的標本。巴納姆·布郎（Barnum Brown）則宣稱在該處發現了超過500個頭顱骨。因為在北美洲西部的蘭斯組（晚馬斯垂克階，6,800萬年前到6,500萬年前）發現了豐富的三角龍牙齒、角狀物碎片、頭盾碎片、以及其他的破碎頭顱骨，因此三角龍被認為是該時代的優勢草食性動物之一。在1986年，羅伯特·巴克（Robert Bakker）估計在白堊紀末，三角龍的數量佔了蘭斯組動物群的5/6。三角龍的頭骨較常被發現，而非身體部份，與大部分動物不同。
三角龍是白堊紀-第三紀滅絕事件之前最後出現的角龍類之一。三角龍的近親雙角龍與牛角龍、以及遠親纖角龍也生存在同一時期，但牠們的化石較少被發現。
三角龍可能有獨特的皮膚結構。一個發現於美國懷俄明州Zerbst牧場的三角龍化石，被暱稱為「Lane」，目前由黑山地質學研究機構（Black Hills Institute of Geological Research, Inc.）收藏、管理，目前還沒有經過正式研究。該標本顯示某些三角龍的腹部鱗片類似現代鱷魚的腹部帶狀鱗片，而背部與尾部可能覆蓋者類似鬃毛的結構，類似更原始的鸚鵡嘴龍的尾部毛狀結構。

### 齒列與食性

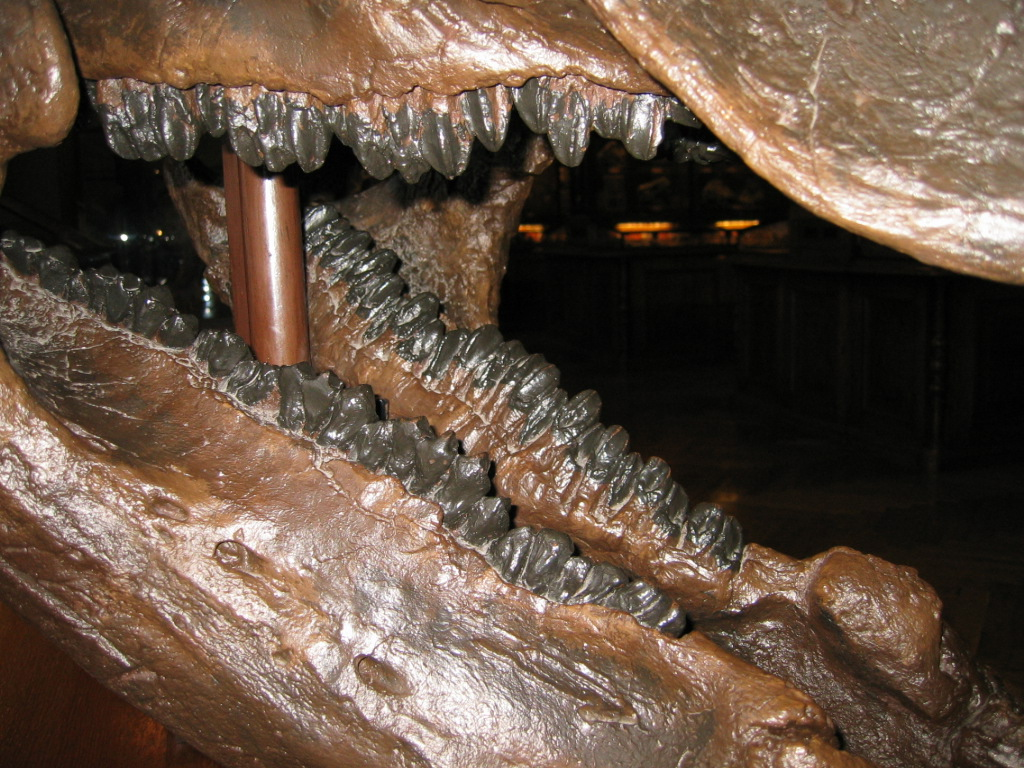
三角龍的牙齒特寫

三角龍是草食性動物，因為牠們的頭部低矮，所以牠們可能主要以低高度植被為食，但牠們也可能使用頭角、喙狀嘴、以身體來撞倒較高的植被來食用。三角龍的頜部前端具有長、狹窄的喙狀嘴，被認為較適合抓取、拉扯，而非咬合。
三角龍的牙齒排列成齒系（Tooth batteries），每列由36到40個牙齒群所構成，上下頜兩側各有3到5列牙齒群，牙齒群的牙齒數量依照動物體型而改變。三角龍總共擁有432到800顆牙齒，其中只有少部份正在使用，而三角龍的牙齒是不斷地生長並取代。這些牙齒以垂直或接近垂直的方向來切割食物。三角龍的眾多牙齒，顯示牠們以體積大的有纖維植物為食，其中可能包含棕櫚科與蘇鐵，而其他人員則認為包含草原上的蕨類。

### 角與頭盾

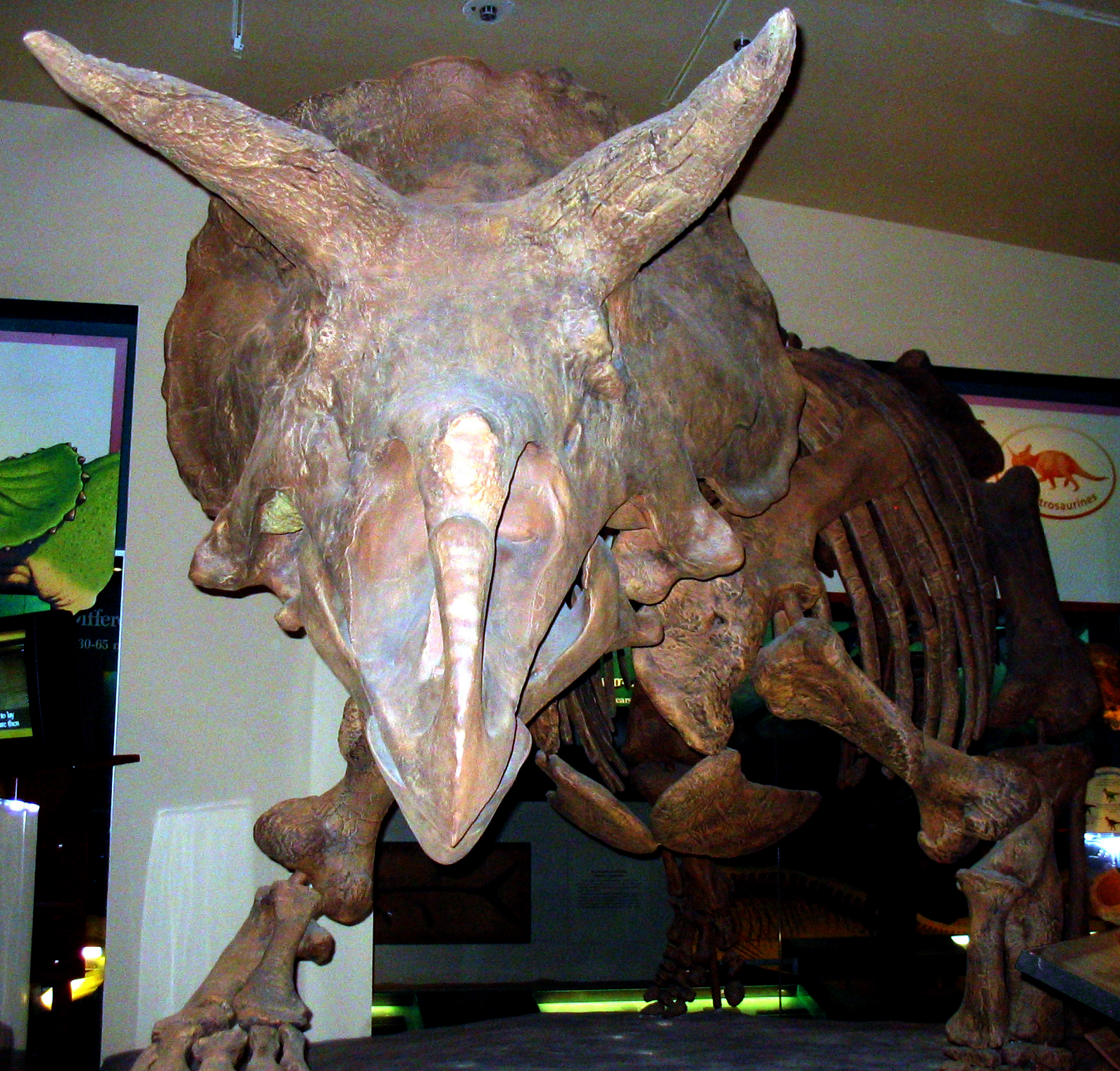
三角龍頭部前面

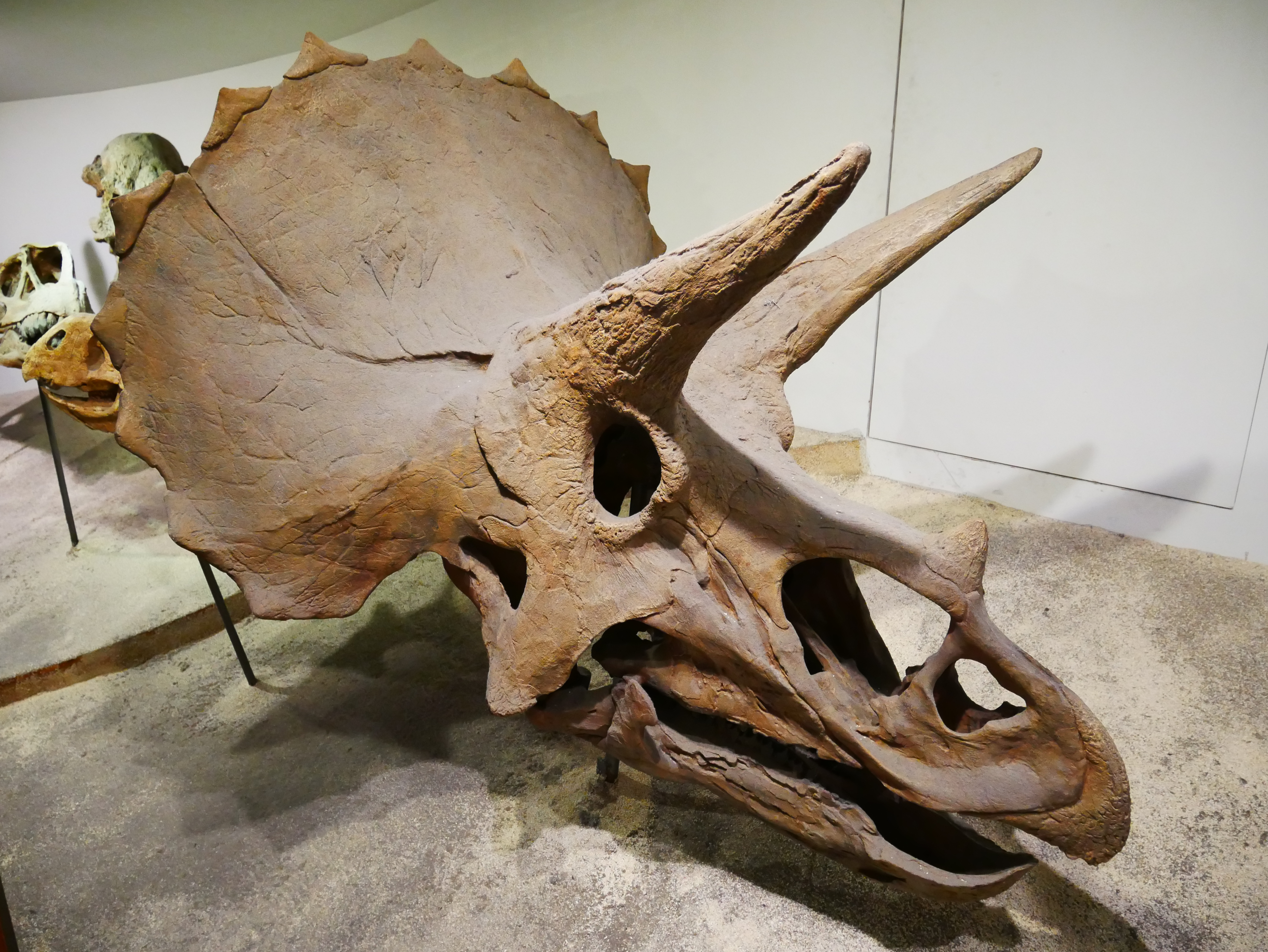
三角龍頭部側面

關於三角龍頭部裝飾物的功能，目前已有許多假設，其中兩個主要的理論為戰鬥與求偶時的視覺展示物，而後者現在被認為極可能是主要功能。
在早期歷史中，魯爾假設這些頭盾是作為頜部肌肉附著點使用，可增加肌肉的大小與力量，以協助咀嚼。之後的一段時期，這個理論被其他研究人員接受，但後來的研究並沒有發現頭盾上有大型肌肉附著點的證據。
長久以來，三角龍被認為可能使用角與頭盾，以與類似暴龍的掠食動物戰鬥；這個構念首先由查爾斯·斯騰伯格在1917年所提出，而在70年後再度由羅伯特·巴克（Robert Bakker）提出。化石證據顯示曾有暴龍類以三角龍為食，一個三角龍的斷裂額角、鱗骨上曾發現暴龍的齒痕，以及痊癒的跡象，顯示這個傷口是在該動物存活時留下的。古生物學家彼得·達德森（Peter Dodson）表示，當成暴龍攻擊成年三角龍時，三角龍可以用前肢將身體抬高，用頭部的角對暴龍造成傷害。在另一個三角龍的標本，腸骨與薦骨則發現明顯的咬痕。
在2005年，BBC的電視節目《恐龍兇面目》（The Truth About Killer Dinosaurs）之中，節目單位測試三角龍將如何抵抗大型掠食動物如暴龍的攻擊。為了暸解三角龍是否如同現代犀牛般衝撞敵人，節目單位製作了一個人工的三角龍頭顱，並以每小時24公里的時速撞向模擬的暴龍皮膚。三角龍的額角刺穿的模擬皮膚，但是額角與喙狀嘴則無法刺穿，而且頭顱的前段斷裂。結論是三角龍無法利用衝撞敵人來自我防衛，如果牠們遭到攻擊時，應該會採取堅守策略，當敵人接近時，使用牠們的角來牴刺敵人。

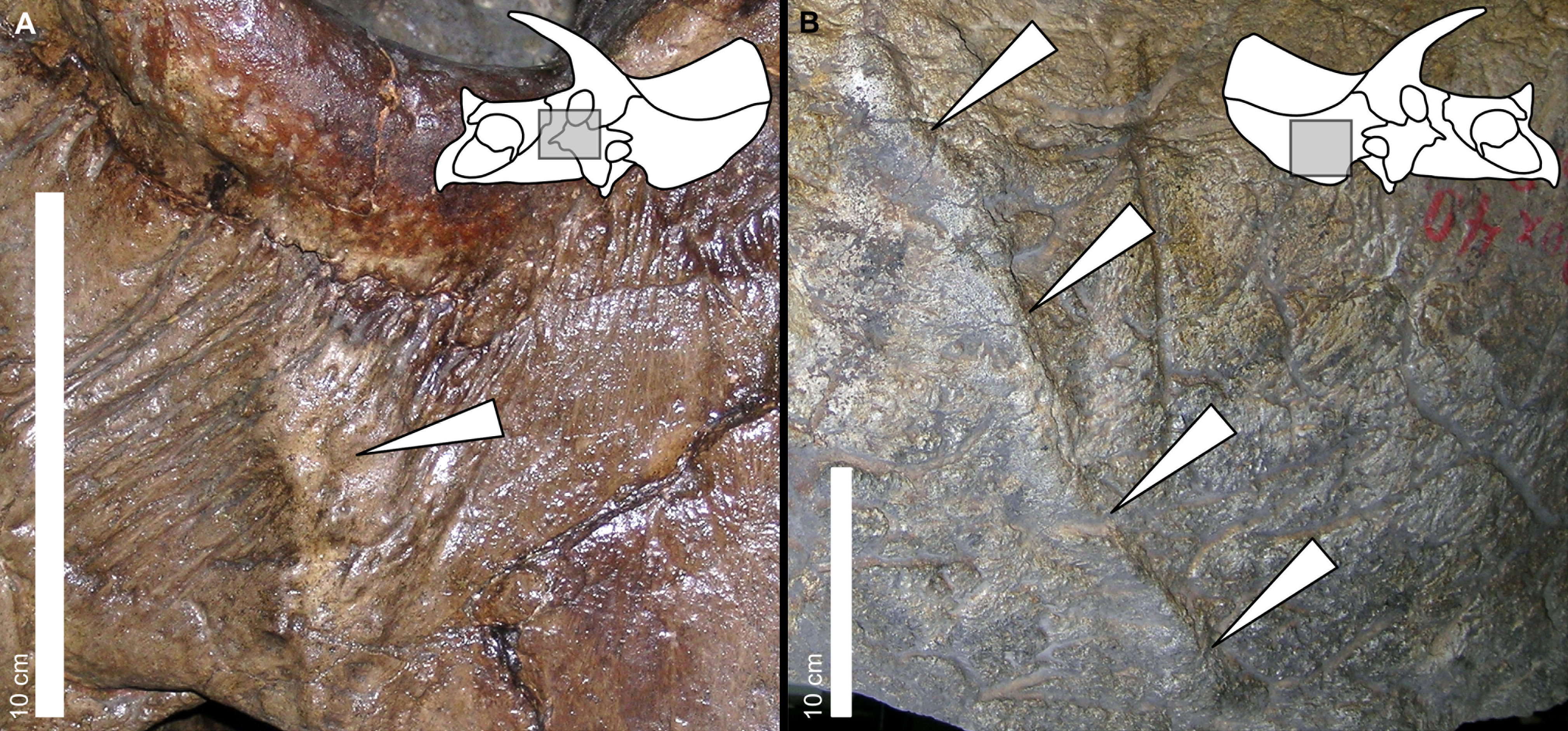
三角龍顱骨上的骨膜反應痕跡，是因為骨頭病變的刺激而引起骨膜增生，經過骨化、鈣化而成的新骨

除了將頭角用於抵抗掠食動物以外，三角龍可能會使用頭角互相碰撞。研究顯示這種互相碰撞的行為是合理的、可行的，但沒有證據顯示三角龍擁有這種行為。三角龍與其他角龍科的頭顱骨上的瘡孔、洞孔、損害、以及其他傷口，常被認為是以頭角互相戰鬥造成的傷痕。一個最近的研究則認為，沒有證據顯示這些傷痕是因為打鬥而留下的，也沒有感染或痊癒的證據。而骨質流失、或不明的骨頭疾病，是這些傷痕的來源。2009年的一份研究，比較了三角龍與尖角龍的頭顱骨損傷，提出三角龍會利用長角來打鬥，利用頭盾防禦；而尖角龍的顱骨較少損傷，顯示頭盾與角較常充當視覺辨識功能，或是主要以身體部位打鬥、防禦。研究人員認為頭顱骨上的傷痕，大多是局部性的傷痕，應該是骨頭疾病留下的痕跡。

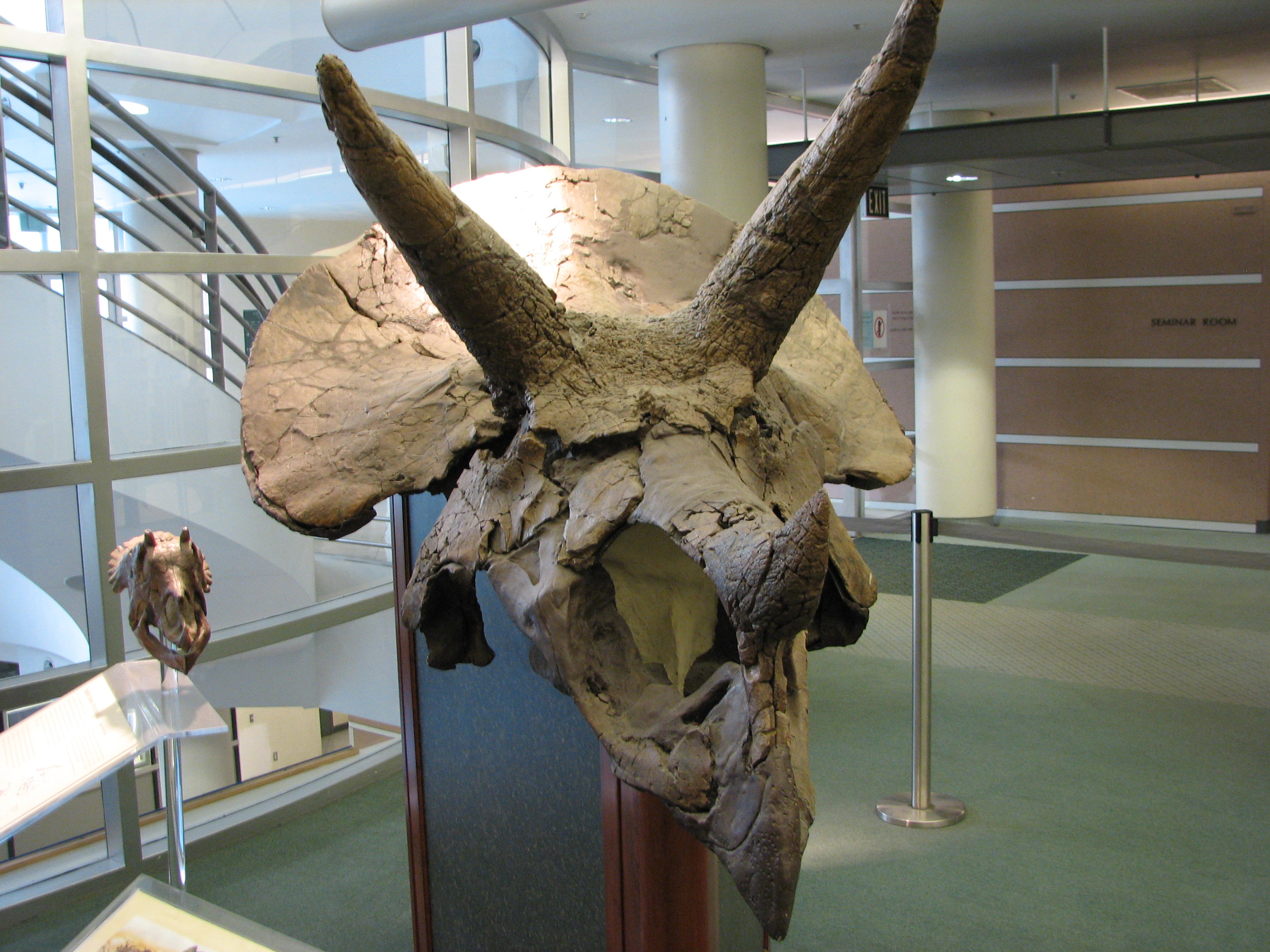
幼年與成年三角龍的頭骨，幼年體的頭骨相當於人類頭骨的大小

三角龍的大型頭盾也可能用來增加身體的表面積，以協助調節體溫。劍龍的背部骨板也被推測擁有類似的功能，但這個理論無法解釋角龍科不同屬的頭盾形狀變化。由此顯示這些頭盾可能具有基本的視覺展示物與求偶功能。
頭盾與角是兩性異形特徵的理論，是由L. Davitashvili在1961年首次提出，並且逐漸獲得更多人的支持。頭盾與角在求偶以及其他社會行為上，被視為重要的視覺辨認物；這個理論可從不同角龍類恐龍擁有不同的裝飾物而得到證實。而現代現代擁有角狀物或裝飾物的動物，也將它們作為視覺辨識物使用。最近，一個對於最小型三角龍頭顱骨的研究，確定該頭顱骨屬於一個幼年體，並顯示頭盾與角是在年紀非常小的時期就開始發展，早於性發育；因此三角龍的頭盾與角可能作為視覺辨認物使用。而該幼體化石的大型眼睛與較短的頭盾與角，也顯示三角龍的親代具有親代養育的行為。

## 古生態學

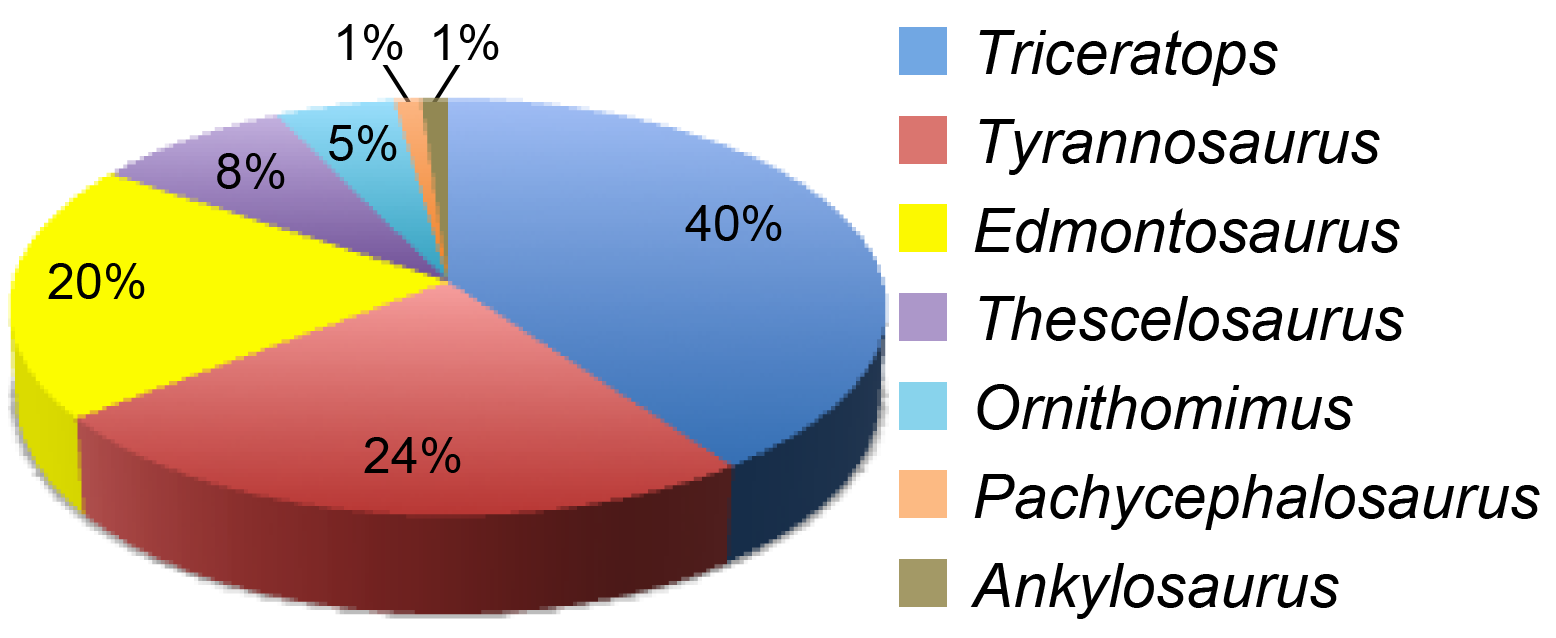
圓餅圖為整個地獄溪層的主要恐龍數量統計

三角龍生活於白堊紀晚期的北美洲。其化石來自地獄溪層、蘭斯層、埃文斯頓層、史考勒層、拉臘米層及丹佛層。這些岩層的年代在白堊紀-古近紀滅絕事件期間，約為6600萬(±0.07百萬)年前。這些岩層中發現非常多的動物及植物化石，其中又以地獄溪層及蘭斯層最多。三角龍是最晚出現的角龍亞目成員之一。與其關係親近的牛角龍及關係稍遠的纖角龍也在這些地層當中，但數量稀少。

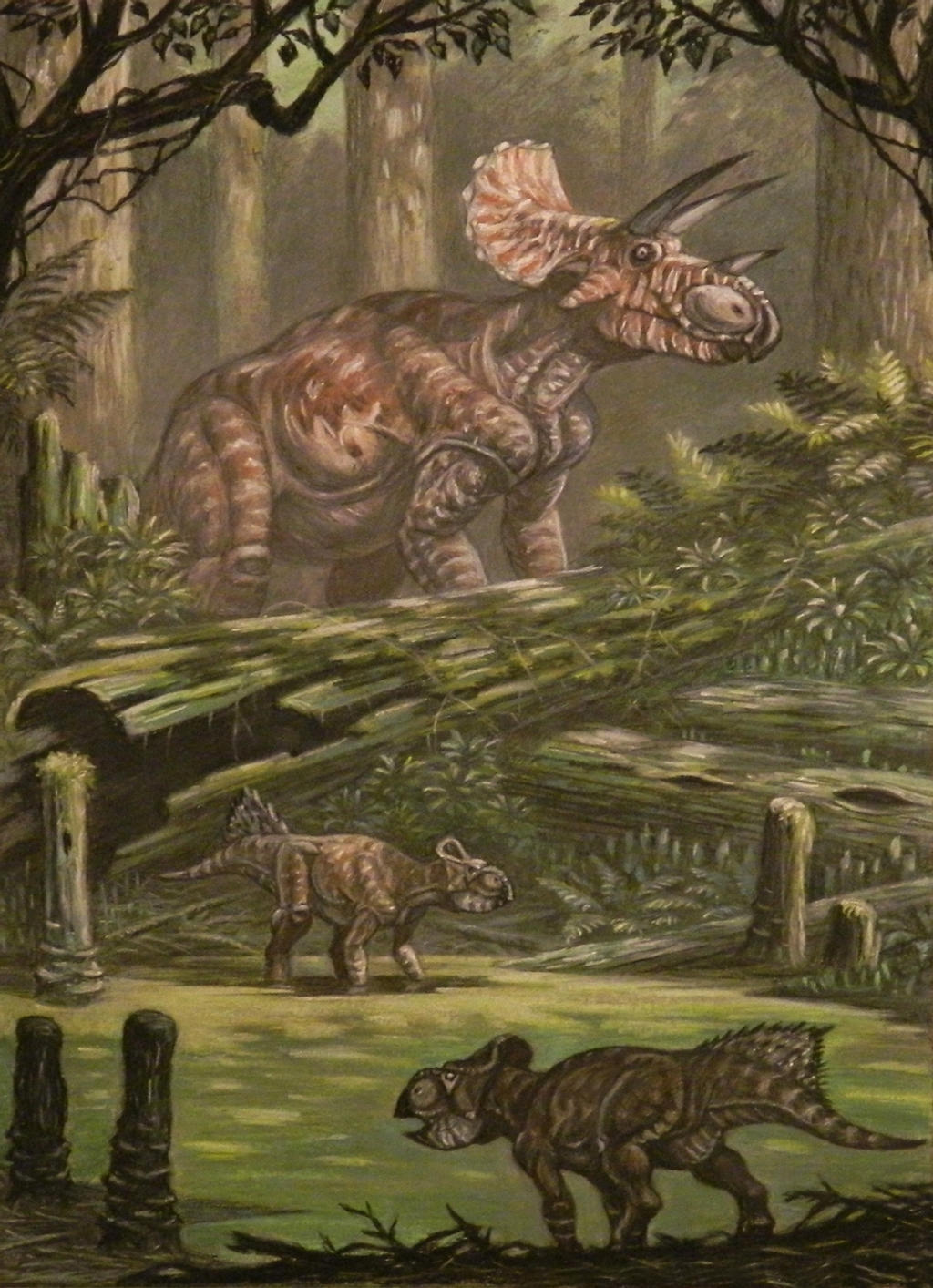
於地獄溪層的三角龍與較小型的纖角龍復原圖

位於這些岩層的獸腳類有馳龍科、暴龍科、似鳥龍科、傷齒龍科、鳥翼類及近頜龍科，地獄溪層中的馳龍科成員有冥河盜龍及達科他盜龍，其他岩層中也有些未定種的馳龍科。先前被認為屬於馳龍及蜥鳥盜龍的牙齒化石現認定屬冥河盜龍。暴龍科的成員則有暴龍及矮暴龍，雖然後者可能只是前者的亞成年個體。似鳥龍科則有似鳥龍及似鴕龍，還有一個尚未被敘述的似妖龍也可能在其中。傷齒龍科則僅在地獄溪層中發現梳齒龍及近爪牙龍及一個蘭斯層的可能物種。一個以演化關係不確定聞名的虛骨龍類理察伊斯特斯龍也在地獄溪及相似岩層。只有三種偷蛋龍科在地獄溪層，安祖龍、細喙龍和一種和巨盜龍非常類似的大型近頜龍科，然而只有一個化石化的腳印。鳥翼類則有鳥龍鳥，多種Brodavis、黃昏鳥目，及包括白堊翅鳥在內的真正鳥類。

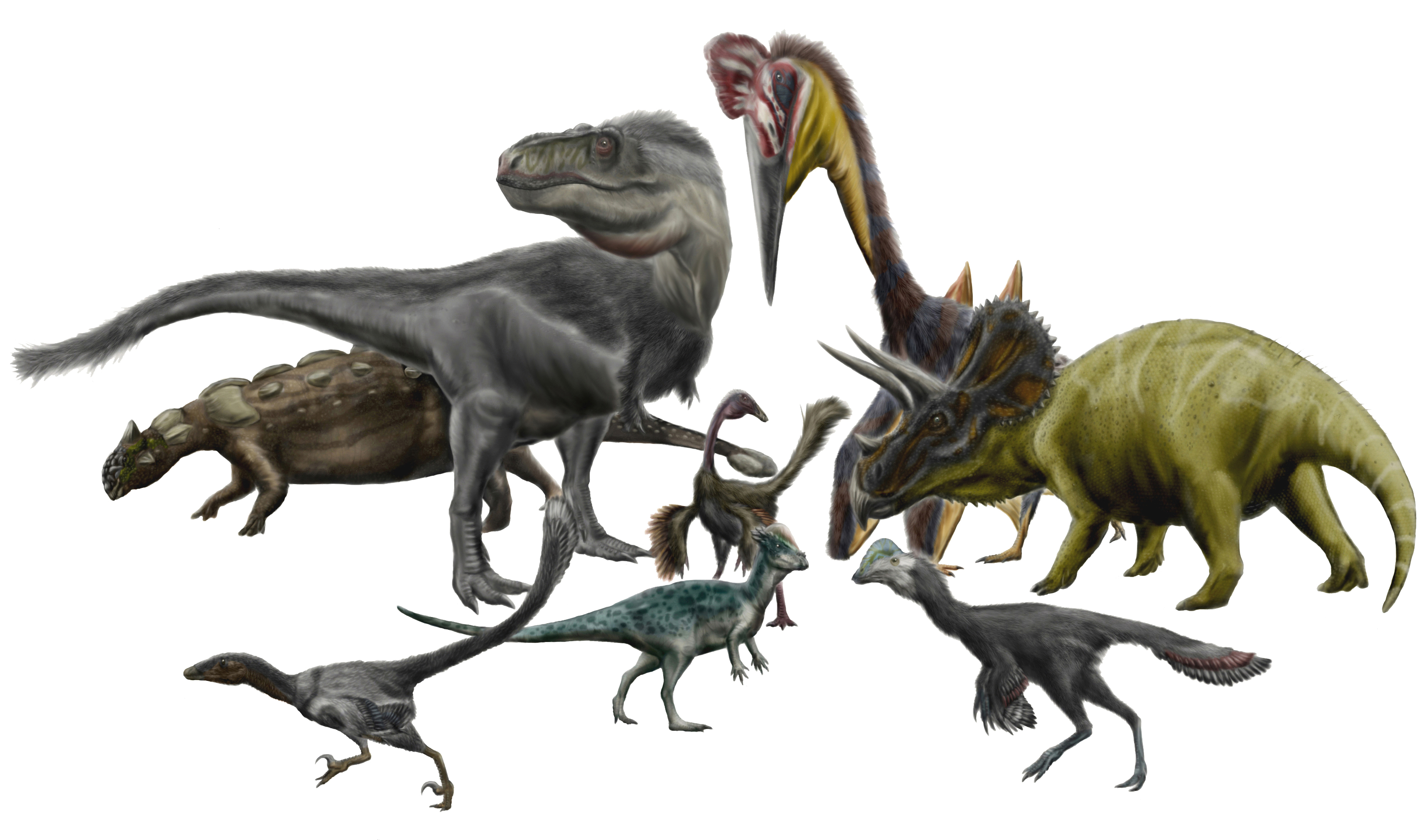
三角龍及其他地獄溪層恐龍

鳥臀目在地獄溪、蘭斯、拉臘米、丹佛、史考勒等層都非常繁盛。鳥臀目主要族群有甲龍亞目、鳥腳亞目、角龍亞目及厚頭龍亞目。

## 大眾文化

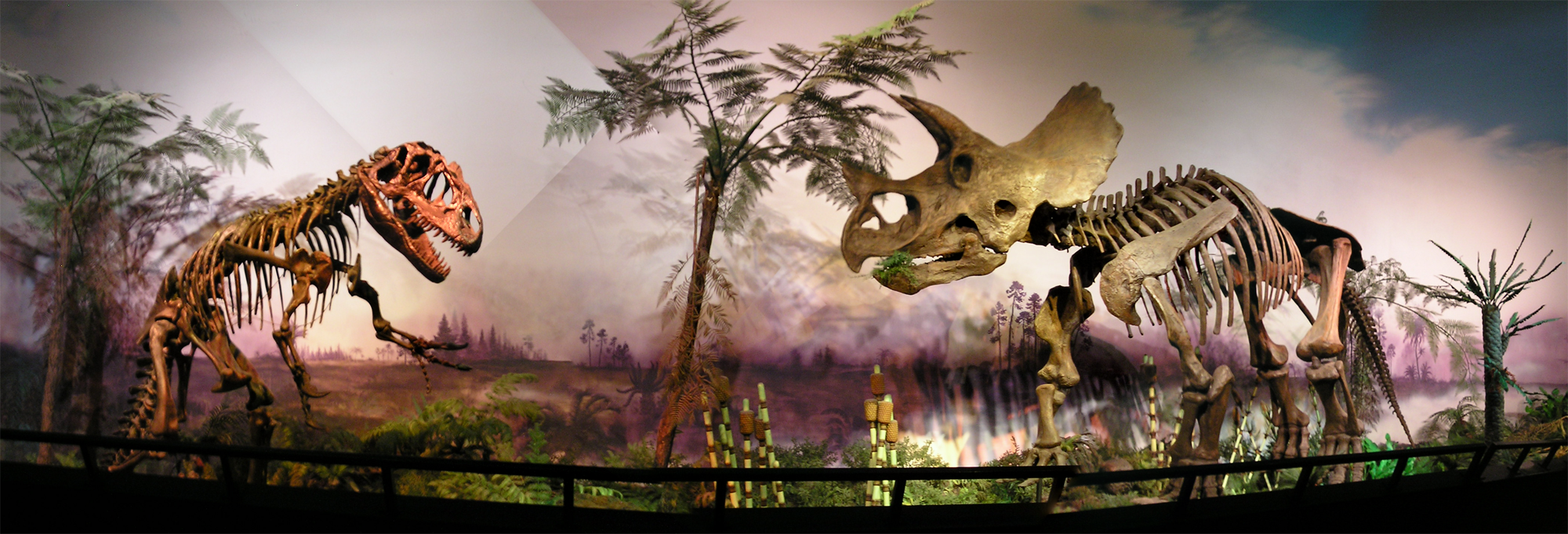
異特龍、三角龍的骨架模型，皇家安大略博物館

三角龍獨特的外形，使得牠們經常出現在電影、電腦遊戲、以及電視節目中。在1993年的電影《侏儸紀公園》中，出現了一隻因為不適應現代植被而生病的三角龍。而在1933年的電影《金剛之子》（Son of Kong）中，一隻類似三角龍的恐龍追趕著進入叢林的人類，該隻三角龍模型是由早期的電影特效專家Willis O'Brien所操作。三角龍也出現在多個以恐龍為主題的電視節目：《史前地球》、《與恐龍共舞》、《海底霸王》、《恐龍紀元》、《恐龍星球》、《侏羅紀格鬥俱樂部》、《史前公園》、《恐龍兇面目》、《恐龍的戰爭》、《動物末日》、《遠古巨獸大復活》和《恐龙革命》。

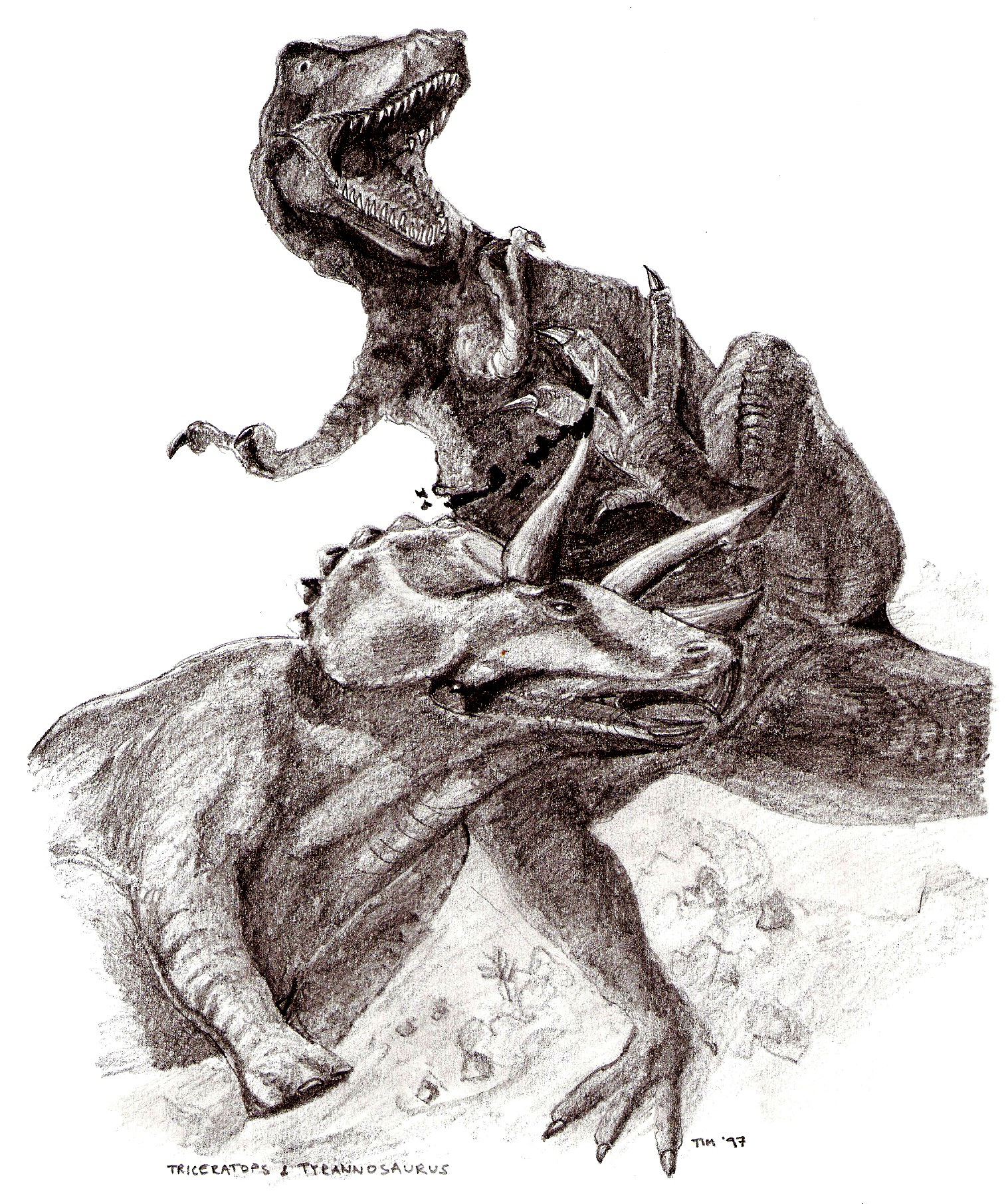
暴龍與三角龍的打鬥

三角龍因為牠們頭部的三根大型角而著名。牠們常在英文中被暱稱為「Three-horns」，例如動畫電影《歷險小恐龍》（The Land Before Time）與其續集。牠們也常在兒童讀物、動畫節目中被簡稱為「Trike」，例如《哈利與小恐龍》。
在1942年，古生物繪畫家查爾斯·耐特替國家地理雜誌繪製三角龍、暴龍打鬥的想像圖，這個天敵印象從此深植於一般大眾。在兒童讀物中，經常出現三角龍與暴龍打鬥的場景，因此這兩種恐龍普遍被認為是天敵或是敵手。但在1966年的電影《公元前一百萬年》（One Million Years B.C.）中，三角龍的打鬥對象，從暴龍替換成角鼻龍，但角鼻龍與三角龍其實生存於不同的時期。
三角龍也出現在《侏儸紀公園》周邊的電視遊戲，或是其他類似主題的遊戲，例如1997年的電腦遊戲《Jurassic Park: Chaos Island》與《恐龍獵人》（Turok: Dinosaur Hunter）、以及2000年的電腦與Playstation遊戲《恐龍危機》、2003年的《侏羅紀公園：基因計劃》（Jurassic Park: Operation Genesis）。三角龍也出現在任天堂的遊戲中，例如《大金剛賽車》（Diddy Kong Racing）、《星戰火狐大冒險》（Starfox Adventures）。三角龍也是南達科他州的官方州化石，以及懷俄明州的官方州恐龍。

## 外部連結
- 三角龍基本數據 Dino Directory網站
- 三角龍（簡介與彩色想像圖）
- 兒童閱讀版的三角龍 （页面存档备份，存于）（英文）
- 史密森機構的三角龍簡介
- 關於三角龍姿勢的討論 （页面存档备份，存于）